# SN 2001K
SN 2001K – supernowa typu II odkryta 15 stycznia 2001 roku w galaktyce IC 677. W momencie odkrycia miała maksymalną jasność 17,00m.